# Chinkara Motors
Chinkara Motors Private Limited war ein Unternehmen aus Indien.

## Unternehmensgeschichte
Das Unternehmen mit Sitz in Alibag wurde am 20. April 2006 offiziell gegründet. Guido Bothe aus Deutschland und seine Ehefrau Shama leiten das Unternehmen. 2006 waren elf Mitarbeiter beschäftigt. Der Markenname lautet seit 2003 Chinkara, wurde also bereits vor der Gründung des Unternehmens verwendet. Die Fahrzeuge sind auch als Kit Cars erhältlich.
Außerdem wurden Schiffe und Hubschrauber hergestellt.
Das Unternehmen war 2016 insolvent.

## Teilnahme an Messen
Das Unternehmen präsentierte Fahrzeuge auf der Mumbai Motor Show 2003 und Mumbai Motor Show 2004. Im Februar 2007 nahm das Unternehmen an der Mumbai International Boat Show teil.

## Fahrzeuge
Auf der Mumbai Motor Show 2003 wurde der 1.8 S Roadster erstmals präsentiert. Dies ist eine Nachbildung des Lotus Seven. Ein Motor von Isuzu mit 1817 cm³ Hubraum und 88 PS Leistung treibt die Fahrzeuge an. Die Höchstgeschwindigkeit ist mit 196 km/h angegeben. Für 2004 ist ein Preis ab 672.000 Rupien überliefert. In dem Jahr soll es der einzige Roadster aus indischer Produktion gewesen sein.
Im Folgejahr wurde auf der Show der Jeepster vorgestellt, der dem Jeep der 1940er Jahre ähnelt. Er hat den gleichen Motor. 2004 kostete das Fahrzeug ab 398.000 Rupien.
Im Angebot steht auch die Nachbildung eines AC Cobra.
Eine weitere Quelle nannte darüber hinaus das Modell Hammer und bezeichnete es als eine Art VW-Buggy.
Die Nachbildung des Ford GT 40 befand sich 2004 in Planung.
Im April 2016 listete das Unternehmen die Modelle Roadster S als Roadster, Hammer als geländegängigen Sechssitzer mit Ähnlichkeit zum Chevrolet Corvette, Rockster als ATV, Beachster als Buggy, Jeepster als Jeep-ähnliches Fahrzeug, Sailster als Strandsegler und Mobile Homes als Wohnmobil.

## Vermarktung
The Times of India berichtete am 2. März 2004, dass der Industrielle Gautam Singhania einer der ersten Käufer war. DNA, eine Abteilung von Diligent Media Corporation, gab am 13. Januar 2006 an, dass Gautam Singhania der erste Kunde war. Eine andere Quelle bestätigt Bestellungen durch Gautam Singhania und Shrinik Baldoota. Bis März 2006 waren elf Roadster fertiggestellt.
Zum Zeitpunkt 20. Dezember 2003 sind vier Besitzer von Chinkara-Fahrzeugen bekannt: Gautam Singhania mit einem blauen Modell, Shrenik Baldota aus Hospet mit einem gelben Modell, Navin Roland aus Bangalore mit der Bestellung für einen grün-gelben Dreisitzer und Vinar Shankar aus Delhi, dessen Fahrzeug noch im Bau ist. Baldota lobte sein Fahrzeug als gut, seinen Preis wert, nett und sportlich.
Die Internetseite Allcarindex zeigt Fahrzeuge mit den indischen Kennzeichen MHC 245, MSS 9599 und MRZ 8474.
Für die indische Polizei stellte das Unternehmen ein Schnellboot mit 21 Metern Länge her.